# Ильинский, Александр Александрович
Алекса́ндр Алекса́ндрович Ильи́нский (12 [24] января 1859, Царское Село, Российская империя — 23 февраля 1920, Москва, РСФСР) — русский композитор и педагог. Автор светских и духовных сочинений.

## Биография
Родился 12 [24] января 1859 в Царском Селе в семье врача. Играть на фортепиано и сочинять музыку начал с семи лет.
Обучался в Первой Санкт-Петербургской военной гимназии, где участвовал, в качестве пианиста и композитора, в музыкальных вечерах. После окончания гимназии в 1877 году и до 1879 года служил в артиллерии. В 1881—1884 годы изучал контрапункт, фугу, свободное сочинение и инструментовку у берлинского профессора Вольдемара Баргиля на высших курсах музыкальной композиции, организованных при Прусской королевской академии искусств (нем.Königlich Preußische Akademie der Künste; с 1882 года называлась Королевской академией искусств, нем. Königliche Akademie der Künste).
Игре на фортепиано учился у Н. Бехтера и Теодора Куллака. Также посещал лекции философского факультета Берлинского университета. В 1885 году экстерном окончил Петербургскую консерваторию, получил диплом на звание свободного художника и уехал в Москву.
В 1885—1905 годы в музыкально-драматическом училище Московского филармонического общества преподавал дисциплины: фортепиано (1885—1899), теория музыки (1885—1897), высшие классы теории музыки и композиции (с 1897 года). С 1896 года — ординарный профессор. После открыл собственные классы по фортепиано.

Александр Александрович Ильинский, профессор свободного сочинения в Филармоническом училище, — милейший человек, необычайно добрый и простой, отличный музыкант, небольшого творческого дарования, но хороший техник, немец насквозь.— С. В. Смоленский

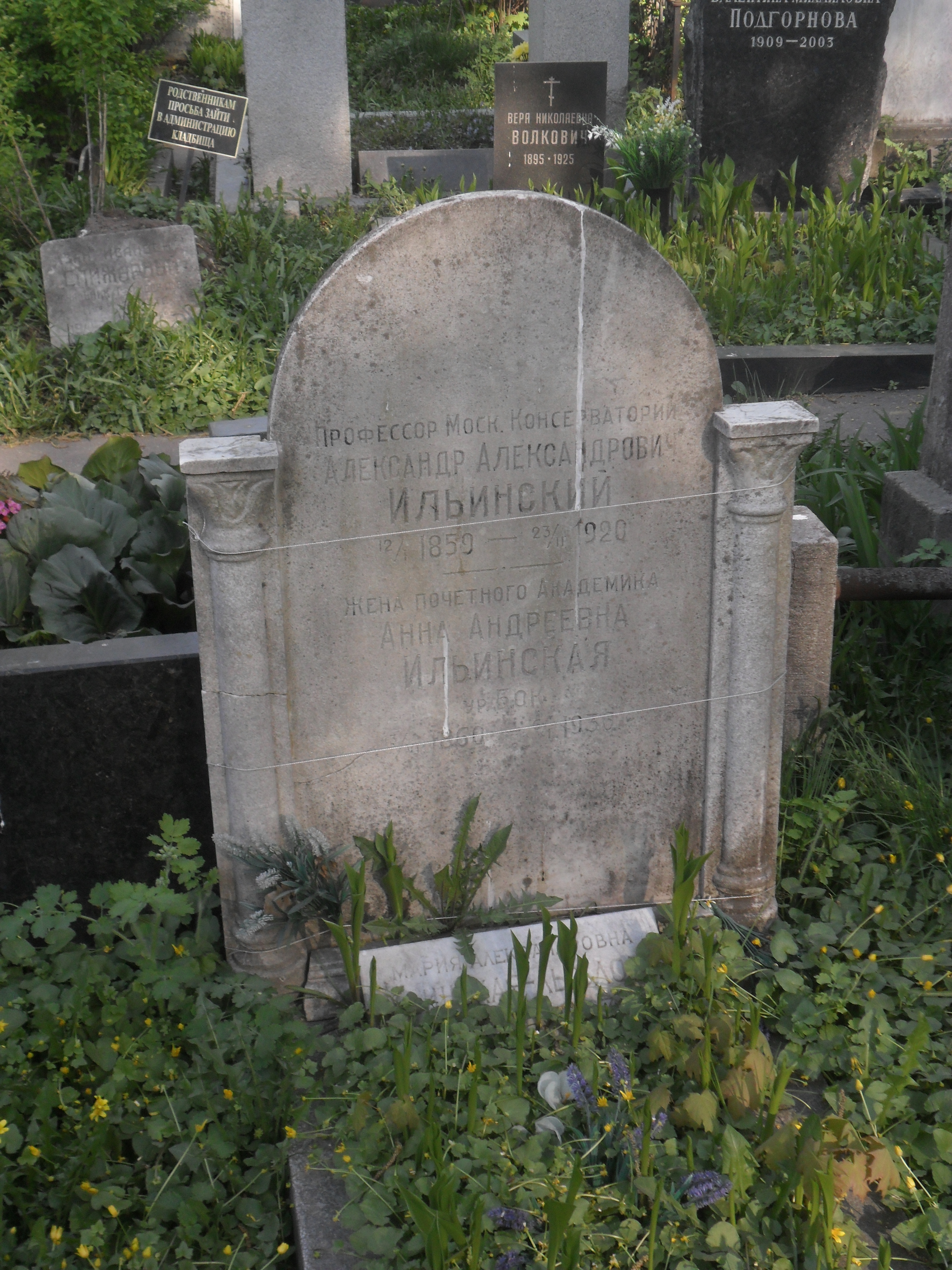
Могила Ильинского на Новодевичьем кладбище Москвы.

В 1904 году был редактором иностранного (242 статьи) и русского (122 статьи) отделов изданного в Москве словаря «Биографии композиторов с IV по XX в. с портретами».
С 1905 по 1920 годы — профессор Московской консерватории по классу композиции, теории и истории музыки. В 1916 году присвоено звание профессора 1-й степени.
Среди его известных учеников — П. И. Сеница, братья Василий и Виктор Калинниковы, Н. С. Голованов, А. Дзбановский.
В 1915 году в Москве состоялся 10-й популярный симфонический концерт оркестра Большого театра под управлением А. А. Ильинского и Н. А. Федорова при участии Н. П. Кошиц и А. Кораблева. В программе звучали произведения А. А. Ильинского и П. И. Чайковского.
Умер 23 февраля 1920 года в Москве. Похоронен на Новодевичьем кладбище.

## Семья

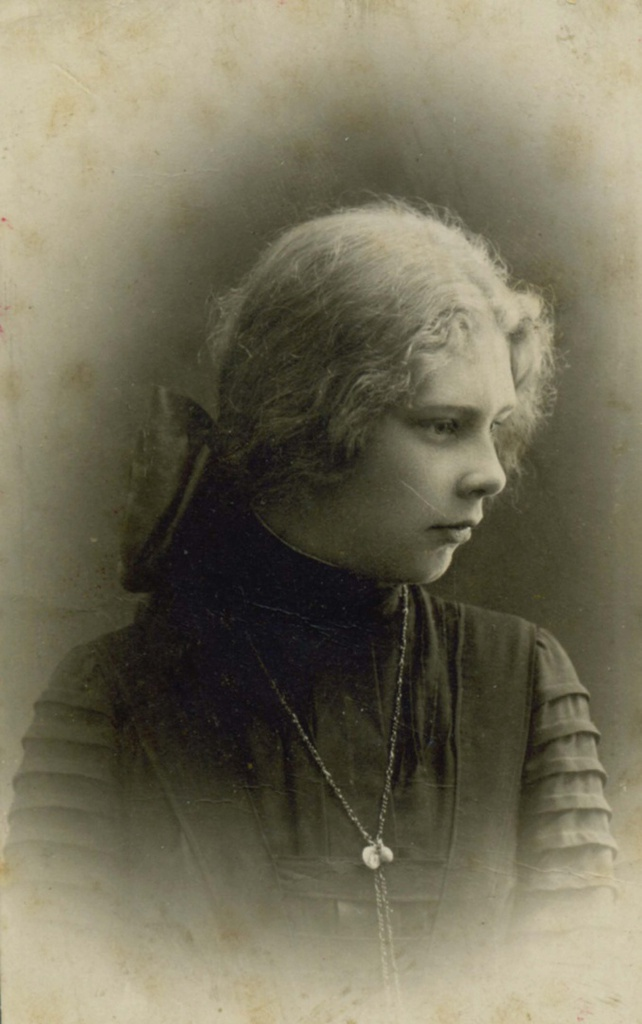
Ильинская Мария Александровна. Фото 1913—1915 гг.

Жена — Мария Павловна Ильинская (ур. Яшке) (1874—1960). Похоронена на Ваганьковском кладбище в Москве.
Дочь — Мария Александровна Ильинская-Лызлова (1897—1967), пианистка, окончила Московскую консерваторию по классу фортепиано профессора Н. А. Орлова, выдающегося пианиста-виртуоза. (1892—1964). Похоронена на московском Новодевичьем кладбище рядом с отцом.
Дочь — Софья Александровна Ильинская (1900—1942), советский архитектор. В начале 1930-х годов работала в мастерской № 8 Моспроекта, которой руководил её муж А. И. Мешков. Ею был запроектирован и построен жилой дом на Кутузовском проспекте в Москве, кроме этого С. А. Ильинская является автором зданий Дома Советов (1932 г.) и Драматического театра (1936 г.) в Смоленске. В декабре 1941 года С. А. Ильинская была репрессирована и погибла в апреле 1942 года. Похоронена на Донском кладбище в Москве. Реабилитирована в 1963 году.
Сын — Владимир Александрович Ильинский (1898—1919), студент МГУ. Похоронен на Новодевичье кладбище в Москве.
Брат — Михаил Александрович Ильинский (1 (13) ноября 1856, Санкт-Петербург — 18 ноября 1941, Боровое, Акмолинская область, Казахская ССР) — советский химик-органик и технолог, специалист в области синтетических (ализариновых и антрахиноновых) красителей. Почётный член Академии наук СССР(1935), заслуженный деятель науки и техники РСФСР (1934), доктор химических наук (1934). Один из создателей промышленного производства синтетических красителей в СССР.
Архив композитора хранится в Музей музыкальной культуры им. М. И. Глинки (Ф. 182; ед. хр.: 40; 1894—1906 гг.)
Дополнение: В 1936 году рядом с могилой А. А. Ильинского была захоронена жена брата Михаила — Анна Андреевна Ильинская (ур. Бок) (13.06.1860 г. — 6.01.1936 г.).

## Музыкальные сочинения
- Опера «Бахчисарайский фонтан» в 4-х д.,
- Балет «Нур и Анитра»,

Сочинения для оркестра
- Симфоническая картина «Психея» (1896),
- Симфоническое скерцо «Кроатские танцы»,

Музыка к драматическим произведениям
- Увертюра «Царь Федор» к трагедии «Царь Фёодор Иоаннович» А. К. Толстого,
- «Царь Эдип» Софокла,
- «Филоктет» Софокла,
- «Эрос и Психея» Г. Ю. Жулавского,

Сочинения для фортепиано
- Альбом для детей. 24 легкие пьесы,
- «La journée d’une petite fille»,
- Пьесы (1886, 1906),
- «Рассказ бабушки» (1900),

Для скрипки с фортепиано
- «Первая мазурка»,

Для женского хора с оркестром
- «Где гнутся над омутом лозы» на стихи А. К. Толстого,
- Кантата «Стрекозы»,

Для женского хора с фортепиано
- Кантата «Русалка»,

Для хора а капелла
- «Блажен муж»,
- «Херувимская песнь»,
- Три хора для мужских голосов на стихи И. А. Белоусова;

Сочинения для голоса с фортепиано
- 6 романсов,
- Стихи, старины и песни. Великорусские песни (совместно с А. Масловым),
- мелодекламация «Памяти А. П. Чехова» (1904).

## Авторские переложения
Для фортепиано в 4 руки
- «Кроатские танцы»,
- «Психея» (1898),

Для двух фортепиано

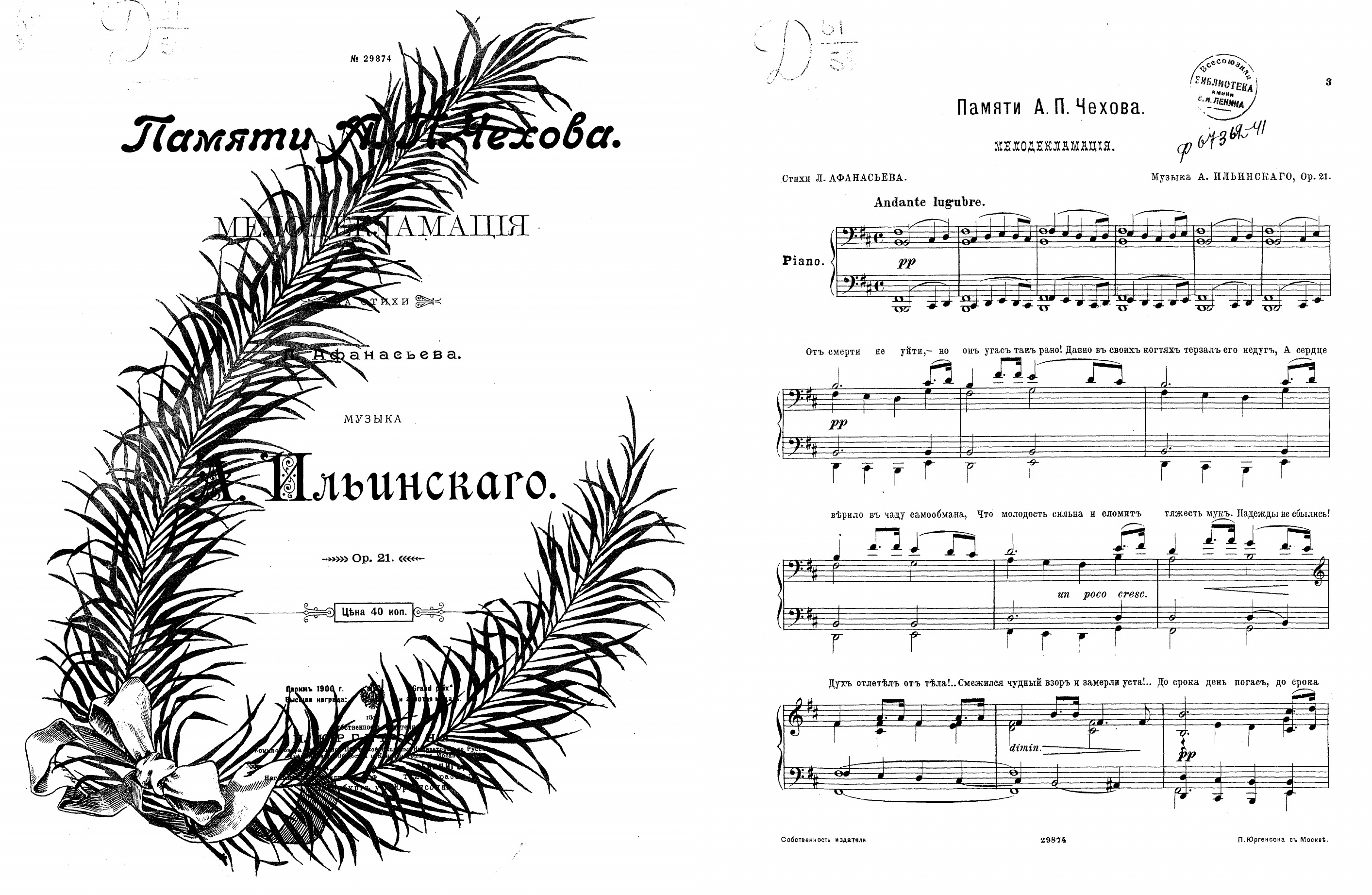
«Памяти Чехова» (ноты). Мелодекламация: Ор. 21 / музыка А. Ильинского на стихи Л. Афанасьева.

- «Интродукция, хорал и фуга» из Первой сюиты для оркестра (1897),

Транскрипции для голоса с фортепиано
- П. И. Чайковский. «Гамлет» (1895).

## Сочинения
- Общие начала гармонии : Практ. руководство / И. А. Ильинский. — Харьков: В. Бессель и К°, 1889.
- Биографии композиторов с IV-XX век / Иностр. и рус. отд. под ред. А. Ильинского. Пол. отд. под ред. Г. Пахульского. — М.: Дурново, 1904.
- Михаил Иванович Глинка : Его жизнь и музык. произведения : Лекция, чит. проф. Моск. консерватории А.А. Ильинским в Политехн. музее в Москве. — М.: Комис. по орг. чтений для моск. фаб.-зав. рабочих, 1908.
- Л. В. Бетховен: Жизнь и творчество. — М., 1909.
- Рихард Вагнер, его жизнь и творения / И. А. Ильинский. — М.: Т-во И.Д. Сытина, 1913.
- Краткое руководство к практическому изучению инструментовки / Сост. И. А. Ильинский, проф. Моск. консерватории. — М.: П. Юргенсон, 1917. — Т. Вып. [1]—3.